# Sacavém
Sacavém és una ciutat i una freguesia de Portugal que pertany al municipi de Loures, districte de Lisboa, regió de Lisboa, subregió de la Gran Lisboa i Grande Area Metropolitana de Lisboa.
És la seu d'un nucli (freguesia) menut de 3,81 km² i 17.659 habitants (2001). El nucli limita al nord amb els nuclis de Bobadela i Unhos, a l'est amb Camarate, al sud amb Prior Velho, Portela i Moscavide i a l'oest té una franja riberenca amb l'estuari del Tejo.